# Historia de los judíos durante la Segunda Guerra Mundial

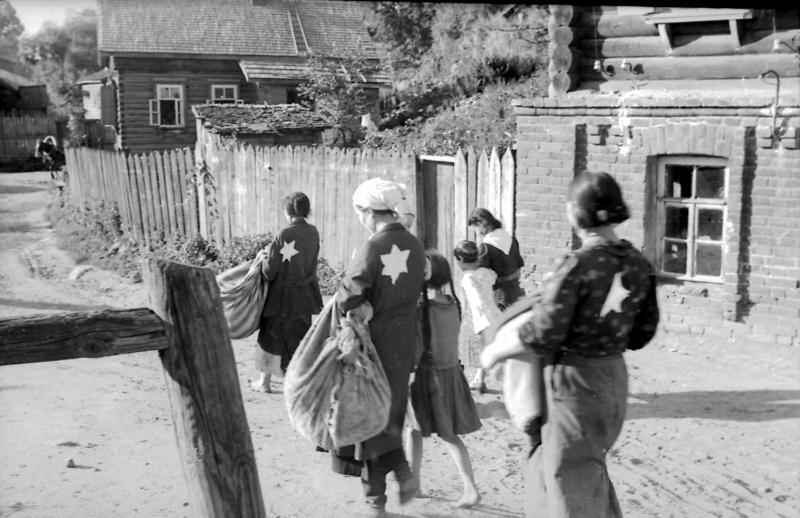
El pueblo judío tenía que marcarse con la estrella de David para poder identificarlos - (1941).

El periodo de la Segunda Guerra Mundial fue uno de los períodos más trágicos de la historia del pueblo judío.

## Europa ocupada por los alemanes
Durante la Segunda Guerra Mundial, casi todas las compañías europeas de empresarios judíos sucumbieron bajo la presión financiera y el descenso de los beneficios, en muchos casos sus propietarios se vieron obligados a venderlas al gobierno de la Alemania nazi como parte de la política de "Arianización" creada en 1937. Después del comienzo de la guerra, grandes masacres de judíos tuvieron lugar. También se alentaron los pogromos por parte de los nazis, especialmente a principios de la guerra antes de que los asesinatos en masa comenzaran.
El primero de los programas en la Alemania nazi fue el Kristallnacht, también llamado Pogromnacht, en la que fueron saqueadas y destrozadas más de 8.000 tiendas y almacenes de judíos, así como sus hogares; aproximadamente 1.668 sinagogas (prácticamente todas las que había en Alemania) fueron incendiadas previo saqueo, así como muchos cementerios judíos en manos de civiles y las tropas de asalto (SA) fueron destruidos con masas; dejando las calles cubiertas de ventanas y vitrinas destrozadas - de allí el origen del nombre Noche de los cristales rotos. Centenares de judíos fueron golpeados hasta la muerte; 30.000 hombres judíos fueron llevados a campos de concentración. En la ciudad de Leópolis los nacionalistas ucranianos organizaron dos grandes pogromos en julio de 1941 en la que alrededor de 6.000 judíos fueron asesinados. 
En Lituania, grupos de milicias antisoviéticas comenzaron los pogromos contra los judíos entre el 25 y 26 de julio de 1941, antes incluso que llegaran las fuerzas nazis, masacrando a cerca de 3800 judíos y la quema de sinagogas y comercios de los judíos. 
En Rumania, el 27 de junio de 1941 tuvo lugar el pogromo de Iasi que causó, por lo menos, 4000 muertos de un total de casi 15.000 judíos que residían en la ciudad: tras haber sido acusados de haber hecho señas a los aviones soviéticos, la población judía fue detenida, torturada y asesinada por ciudadanos, policías y oficiales militares rumanos. Las subsiguientes deportaciones realizadas en trenes en pésimas condiciones elevaría la cifra hasta un total de 13.266 muertos.
En diciembre de 1941, Adolf Hitler resolvió el completo exterminio de los judíos europeos. En enero de 1942, durante la Conferencia de Wannsee, varios líderes nazis discutieron los detalles de la "Solución Final al problema judío" (Endlösung der Judenfrage). 
Josef Bühler instó a Reinhard Heydrich a proceder a la Solución Final en el Gobierno General de los territorios polacos ocupados. Fue así que comenzaron a deportar a la población de los guetos judíos sistemáticamente y de todos los territorios ocupados a los siete campamentos designados como Vernichtungslager o campos de exterminio: Auschwitz, Belzec, Chelmno, Majdanek, Maly Trostenets, Sobibór y Treblinka II. (...) 
En el análisis publicado en 1978 (Anotaciones sobre Hitler) por Sebastian Haffner, confirma que Hitler a partir de diciembre de 1941 aceptó el fracaso de su objetivo de dominar Europa para siempre por su declaración de guerra contra los Estados Unidos, pero que su retirada y la aparente calma de entonces fue sostenida por la persecución de su segundo objetivo: el total exterminio de los judíos. 
Mientras la maquinaria de guerra nazi tambaleaba en los últimos años de la guerra, preciosos recursos militares, tales como combustible, transporte, municiones, soldados y recursos industriales estaban siendo desviados lejos de la guerra, hacia los campos de la muerte. Al finalizar la guerra, gran parte de la población judía de Europa había sido asesinada durante el Holocausto. 
Polonia, el hogar de la mayor comunidad judía del mundo antes de la guerra, acabó con más del 90% de su población judía - alrededor de 3.000.000 de judíos - exterminada. Grecia, Yugoslavia, Hungría, Lituania, Bohemia, Países Bajos, Eslovaquia y Letonia culminaron el periodo de la guerra con más del 70% de su población judía aniquilada. 
Bélgica, Rumania, Luxemburgo, Noruega y Estonia perdieron alrededor de la mitad de su población judía, la Unión Soviética, más de un tercio de su judíos, e incluso países como Francia e Italia han visto en torno de la cuarta parte de su población judía muerta.

## Fuera de Europa
Fuera de Europa, la población judía también se vio afectada por el Holocausto y el tratamiento de los nazis hacia el pueblo judío.